# Pseudogaurax
Pseudogaurax är ett släkte av tvåvingar. Pseudogaurax ingår i familjen fritflugor.

## Dottertaxa tillPseudogaurax, i alfabetisk ordning[1]
- Pseudogaurax aberrans
- Pseudogaurax anchora
- Pseudogaurax boninensis
- Pseudogaurax brevifacialis
- Pseudogaurax brunneus
- Pseudogaurax cassideus
- Pseudogaurax cingulatus
- Pseudogaurax collessi
- Pseudogaurax coyleae
- Pseudogaurax dissimilipes
- Pseudogaurax elachipteroides
- Pseudogaurax flavidorsatus
- Pseudogaurax flavipes
- Pseudogaurax floridensis
- Pseudogaurax hemicillus
- Pseudogaurax higginsi
- Pseudogaurax himalayensis
- Pseudogaurax immaculatus
- Pseudogaurax interruptus
- Pseudogaurax lancifer
- Pseudogaurax latimaculatus
- Pseudogaurax longicornis
- Pseudogaurax longilineatus
- Pseudogaurax lucisens
- Pseudogaurax mantivorus
- Pseudogaurax mexoculatus
- Pseudogaurax misceomaculatus
- Pseudogaurax nigrolineatus
- Pseudogaurax nigromaculatus
- Pseudogaurax novaeguineae
- Pseudogaurax oculatus
- Pseudogaurax oecetiphagus
- Pseudogaurax orientalis
- Pseudogaurax pallipes
- Pseudogaurax parallelinervis
- Pseudogaurax plaumanni
- Pseudogaurax pleuralis
- Pseudogaurax rubicundus
- Pseudogaurax rufus
- Pseudogaurax sabroskyi
- Pseudogaurax secundus
- Pseudogaurax seguyi
- Pseudogaurax sicarius
- Pseudogaurax signatus
- Pseudogaurax silbergliedi
- Pseudogaurax solomonensis
- Pseudogaurax souzalopesi
- Pseudogaurax stuckenbergi
- Pseudogaurax taiensis
- Pseudogaurax tectus
- Pseudogaurax testaceus
- Pseudogaurax tibialis
- Pseudogaurax trabeatus
- Pseudogaurax triangularis
- Pseudogaurax tridens
- Pseudogaurax trifidus
- Pseudogaurax trilineatus
- Pseudogaurax trimaculatus
- Pseudogaurax unlineatus
- Pseudogaurax zeja